# 島根県道255号蟠竜湖線
島根県道255号蟠竜湖線（しまねけんどう255ごう ばんりゅうこせん）は、島根県益田市を通る一般県道である。

## 概要
益田市高津4丁目から益田市高津町に至る。

### 路線データ
- 起点：益田市高津4丁目（蟠竜湖付近、島根県道256号蟠竜湖高津線起点）
- 終点：益田市高津町（萩・石見空港入口交差点、国道191号交点）

## 歴史
- 1972年（昭和47年）
  - 3月21日 - 島根県告示第208号により認定される。
  - （時期不明） - 現行の県道番号に変更される。

## 路線状況
本路線沿線には2002年（平成14年）まで中国地方では福山競馬場とそこの2箇所だけの市営競馬場（益田競馬場）があった。スタンドとコースの間に市道が通っていることや女性騎手（吉岡牧子）がいたことで有名だったが、経営不振により廃止された。今は場外馬券売場に転用されている。

## 地理

### 通過する自治体
- 益田市

### 交差する道路
| 交差する道路              | 交差する場所 | 交差する場所                  |
| ------------------------- | ------------ | ----------------------------- |
| 島根県道256号蟠竜湖高津線 | 高津4丁目    | 起点                          |
| 島根県道328号石見空港線   | 高津4丁目    |                               |
| 国道191号                 | 高津町       | 萩・石見空港入口交差点 / 終点 |

### 交差する鉄道
- 山陰本線

### 沿線
- 蟠竜湖
- 万葉公園
- 島根県立西部高等技術校
- 場外馬券売場（益田競馬場跡地）
- 石見空港（萩・石見空港）